# Pleioplectron
Pleioplectron är ett släkte av insekter. Pleioplectron ingår i familjen grottvårtbitare.
Kladogram enligt Catalogue of Life:
| Pleioplectron | \| \| Pleioplectron cavernae \| \| \| \| \| \| Pleioplectron diversum \| \| \| \| \| \| Pleioplectron hudsoni \| \| \| \| \| \| Pleioplectron pectinatum \| \| \| \| \| \| Pleioplectron simplex \| \| \| \| |
|               | \| \| Pleioplectron cavernae \| \| \| \| \| \| Pleioplectron diversum \| \| \| \| \| \| Pleioplectron hudsoni \| \| \| \| \| \| Pleioplectron pectinatum \| \| \| \| \| \| Pleioplectron simplex \| \| \| \| |
|               | Pleioplectron cavernae |
|               | |
|               | Pleioplectron diversum |
|               | |
|               | Pleioplectron hudsoni |
|               | |
|               | Pleioplectron pectinatum |
|               | |
|               | Pleioplectron simplex |
|               | |